# قطعنامه ۲۱۹ شورای امنیت
قطعنامه  ۲۱۹ شورای امنیت سازمان ملل متحد که در تاریخ ۱۷ دسامبر ۱۹۶۵ تصویب شد، سندی بین‌المللی دربارهٔ مسئلهٔ قبرس است. این قطعنامه طی نشست ۱۲۷۰ام 
با ۱۱ موافق،۰ مخالف و۰ ممتنع تصویب شد.